# One Step (chanson)
Chansons représentant l'Autriche au Concours Eurovision de la chanson
Weil’s dr guat got
(1996) Reflection
(1999)
One Step (en anglais, Un pas) est la chanson représentant l'Autriche au Concours Eurovision de la chanson 1997. Elle est interprétée par la chanteuse Bettina Soriat.

## Histoire
Malgré son titre en anglais, la chanson pop est écrite aussi en allemand par Martina Siber et composée par Mark Berry. One Step passe en quatrième position lors de la soirée. À la fin, elle obtient 12 points et finit 21e sur 25 participants.
À sa sortie, la chanson n'obtient aucun succès.

## Source de la traduction
- (de) Cet article est partiellement ou en totalité issu de l’article de Wikipédia en allemand intitulé « One Step (Lied) » (voir la liste des auteurs).